# Ekonomiåret 1910

## Händelser
- 23 januari - Svenska kommunalarbetareförbundet bildas i Stockholm i Sverige.[1]
- Sveriges Arbetares Centralorganisation grundas.

## Bildade företag
- Alfa Romeo
- Black & Decker
- Chanel
- Kone

## Avlidna
- 18 februari - Frans Henrik Kockum d.y., industriledare.[2]